# Харикалар Дияры (парк)
Харикала́р Дияры́ (тур. Harikalar Diyarı) — крупнейший парк Анкары.

## О парке
Название переводится как «Страна чудес». В парке расположены скульптуры героев многих известных книг, например, Путешествия Гулливера. Есть сказочный остров, на котором представлены персонажи «Тома и Джерри».
Площадь парка — 1 320 000 м2. На пруды приходится 92 000 м2, зелёная площадь с пешеходными дорожками занимает половину территории парка.
Построен Департаментом охраны и контроля окружающей среды столичного муниципалитета, включает в себя кафе, рестораны, зоны для пикника, поля с искусственным покрытием, баскетбольные площадки, теннисные корты, поля для мини-гольфа, площадку для картинга, трассы для катания на скейтборде. Парк имеет открытую автостоянку. На территории находятся 12 кинозалов, которые показывают мультфильмы в режиме нон-стоп.
Есть также амфитеатр Неджат Уйгур, вместимость которого 5000 человек. По выходным в нём проходят культурные мероприятия.

## Транспорт
Около парка находится одноимённая станция метро линии M1. Жители Синджана могут добраться до парка на автобусах 544, 529 и 509.